# Плато Кимберли
Плато Кимберли (енгл. Kimberley Plateau) је регион у западној Аустралији, на обали Индијског океана и залива Бонапарте. На југу га окружује Велика пешчана пустиња, а на североистоку и истоку Арнхемова земља. Територијално се простире у савезној држави Западна Аустралија. Плато захвата површину од око 450.000 километера квадратних. Терен је састављен од кречњака који су бројне реке рашчланиле у виду дубоких кањона. Кимберлијем доминирају планине Бангл Бангл, које су црвене-наранџасте боје услед значајнијег присуства гвожђа. Клима овог простора је тропско-монсунска, са температурама до 40 °C. Први људи населили су ова пространства још пре око 40.000 година, а староседеоци Кимберлија живе у овим пределима око 24.000 година. Планине Бангл Бангл, су њихово свето место, које они називају „Пурнулулу“, а од 1987. заштићене су као национални парк. Фауну сачињавају коале, валабији и термити, док се флора састоји од малобројних акација и палми. Највећи значај платоа Кимберли састоји се у великом рудном богатству - налазиште дијаманата које покрива 1/3 светске производње. Осим тога, становништво се бави пољоприведом и риболовом.